# Folkeafstemningen om jordlovene
Folkeafstemningen om jordlovene var en dansk folkeafstemning om fire jordlove, der fandt sted 25. juni 1963. Ved afstemningen blev lovene forkastet.
Mens de første to love (statshusmandsloven og loven om kommunernes forkøbsret) var planlægningslove i en tid med højkonjunktur, handlede en anden lov om at beskytte familielandbruget mod kapitalstærke selskabers overtagelse. Den sidste handlede om naturbeskyttelse og var den, der hos vælgerne var mest populær.

## Baggrund
Folkeafstemningen er den hidtil eneste, der er blevet udskrevet med hjemmel i grundlovens paragraf 42, der giver en tredjedel af Folketingets medlemmer mulighed for at kræve, at der afholdes folkeafstemning om et lovforslag, et såkaldt fakultativt referendum.
Venstre, Det Konservative Folkeparti og det lille liberalistiske parti De Uafhængige var modstandere af en lovændring, som regeringen (Socialdemokratiet og Radikale Venstre) med støtte fra Socialistisk Folkeparti ville genmmføre. Lovene skulle blandt andet sikre staten og kommunerne forkøbsret til jord, som skulle bruges til byudvikling. Lovene var principielle, idet de afvejede hensynet til privat ejendomsret overfor behovet for øget offentlig regulering. Regeringen fastholdt, at der ikke var tale om ekspropriation, men så lovene som et bolværk mod udenlandsk opkøb af jord ved medlemskab af EF, og man mente generelt, at spekulation i jord og fast ejendom var et voksende problem i samfundet.

### Debatten
Forhandlingerne udviklede sig hurtigt til en decideret konfrontation mellem regeringen og SF på den ene side og Venstre, Konservative og De Uafhængige på den anden. Alle kunne til en vis grad enes om, at der måtte gøres noget for en bedre styring af byudviklingen, at spekulation skulle begrænses for at dæmpe inflationen og at kommunernes udfordringer med at have tilstrækkeligt med byggegrunde også burde afhjælpes. Men forslaget gik for vidt og gjorde det for let for det offentlige at overtage jord, mente de borgerlige partier.
Statsminister Jens Otto Krag (S) argumenterede med, at jordpriserne var stigende som følge af øget efterspørgsel efter parcelhuse, sommerhuse og rekreative områder, og at "en planlæggende jordpolitik" derfor var nødvendig. H.C. Toft (K) var derimod ikke begejstret og mente, at lovforslagene var udtryk for en "socialistisk tankegang", mens Hans Mose Hansen fra De Uafhængige frygtede en "meget stor, voksende administration med blanketskriveri". Også spørgsmålet om borgernes adgang til erstatning var vigtigt for de borgerlige partier.
"Det Konservative Folkeparti finder en sådan behandling af landets borgere hinsides al velanstændighed; vi finder tillige, at man ved at gennemføre love, der muliggør noget sådant i praksis, tilsidesætter selve ejendomsretsbegrebet. Man går så vidt, at det for os er et spørgsmål, om ikke grundlovens § 73 om ejendomsrettens ukrænkelighed er overtrådt (…) Dette [arv eller handel inden for slægt] er den sidste skanse for ejendomsretten til
fast ejendom her i landet; men hvor længe vil den kunne holde med den appetit, som de to lovforslag giver udtryk for at den nuværende regering har, når spørgsmålet angår det offentliges overtagelse af fast ejendom," spurgte den konservative Niels Ravn under debatten.

### Vejen mod folkeafstemningen
Overvejelserne fra de borgerlige modstanderes side gik i første omgang på at bremse lovene ved at anvende grundlovens §73, stk. 2 om ekspropriation, men det var juridisk vanskeligt. Den konservative leder Poul Møller foreslog derfor på et møde med inderkredsen i Det Konservative Folkeparti 29. maj 1963 på sit kontor, at man kunne sende lovene til folkeafstemningen med afsæt i paragraf 42, der er en mindretalsbeskyttelse. Formålet med netop §42 var, som Poul Møller formulerede det i folketingssalen "at beskytte et mindretal imod vidtgående ændringer i dets erhvervede rettigheder og imod fundamentale ændringer i samfundets struktur i forholdet mellem borger og stat".
Det accepterede partifællerne og næste dag tilsluttede Venstres leder Erik Eriksen sig også. Samme eftermiddag godkendte begge partiers folketingsgrupper forslaget, som efterfølgende blev offentliggjort ved et pressemøde. Ved lovforslagenes 3. behandling afleverede de to partier de nødvendige 60 stemmer, som de to partier dengang med deres i alt 70 mandater let kunne mønstre alene. Det Konservative Folkeparti førte en markant kampagne med plakater, hvor en stor hånd rækker ud efter et almindeligt parcelhus. "Det gælder ejendomsretten", lød teksten. Venstre førte kampagne under sloganet "Hvis De er i tvivl, stem nej”.

## Resultat og efterfølgende betydning
Folkeafstemningen blev en stor succes for de to borgerlige partier og et nederlag for regeringen. Stemmetallene blev meget tætte, hvilket ifølge Magtudregningen kunne tyde på, at vælgerne tog samlet stilling til forslagene og ikke til hvert enkelt af dem. En Gallup-undersøgelse, som blev gennemført i perioden fra 6.-19. juni viste, at halvdelen af vælgerne var i tvivl om spørgsmålet og spåede, at blot 31 procent ville stemme imod.
| Lov                                      | Antal gyldige ja-stemmer | Antal gyldige nej-stemmer |
| ---------------------------------------- | ------------------------ | ------------------------- |
| Lov om erhvervelse af landbrugsejendomme | 843.756 (27,7%)          | 1.354.588 (44,5%)         |
| Statshusmandsloven                       | 848.494 (27,9%)          | 1.347.942 (44,3%)         |
| Kommuners forkøbsret                     | 872.042 (28,7%)          | 1.328.036 (43,6%)         |
| Naturfredningsloven                      | 937.259 (30,8%)          | 1.261.540 (41,5%)         |

I 1968 kom Venstre og Konservative igen til regeringsmagten og gennemførte sammen med Radikale Venstre en lovgivning, der stort set svarede til indholdet af folkeafstemningen få år tidligere. Boligminister Aage Hastrup (K) stod således i 1969 i spidsen for en reform af planloven.